# Objawienia Matki Bożej w Kibeho

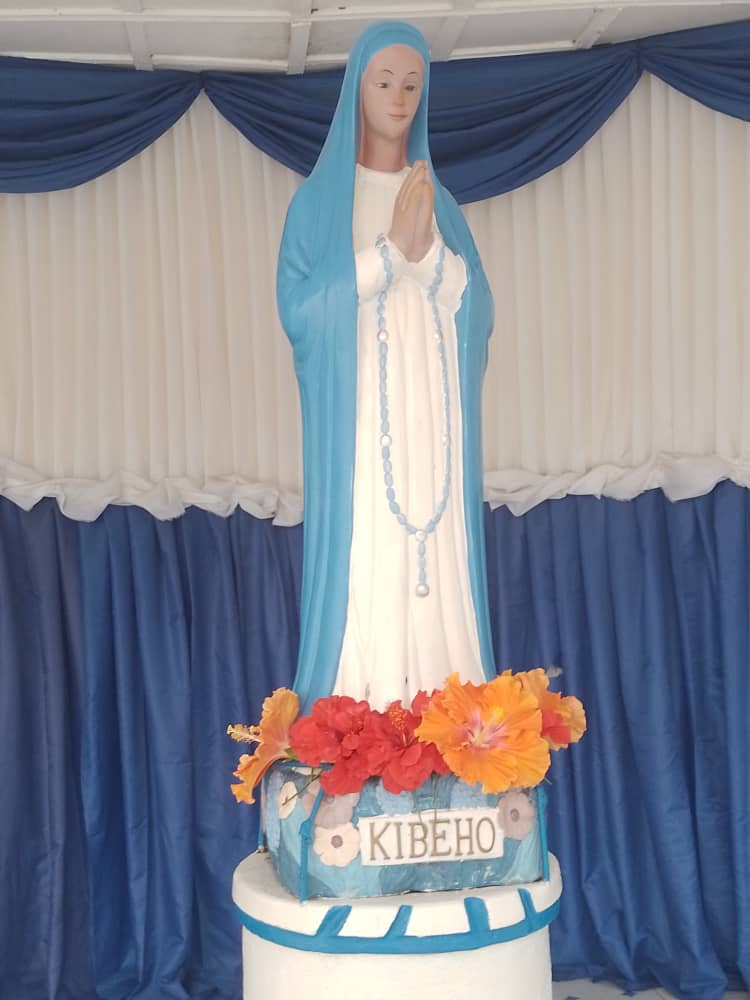
Figura Matki Bożej – Matki Słowa (Nyina wa Jambo).

Objawienia Matki Bożej w Kibeho – objawienia Maryjne w Kibeho w Rwandzie uznane w 2003 roku przez Stolicę Apostolską.

## Początek objawień
28 listopada 1981 r. uczennica szkoły średniej w Kibeho (Rwanda), Alphonsine Mumureke, powiedziała, że widziała Panią niezwykłej urody, która przedstawiła się jako „Nyina wa Jambo”, to znaczy „Matka Słowa”. Dziewczynka natychmiast rozpoznała w niej błogosławioną Dziewicę Maryję, matkę Jezusa naszego Zbawiciela. Zjawisko to powtarzało się potem, co jakiś czas. Dziewica prosiła wszystkich o nawrócenie, wiarę i szczerą modlitwę.
W chwili ekstaz uczennice, a nawet nauczyciele, którzy tego chcieli, mogli przeprowadzać testy na ciele Alphonsine w celu poddania jej próbie i sprawdzenia autentyczności jej słów. 
Wkrótce w szkole ujawniły się dwie nowe widzące, i to w bezpośrednim związku z Alphonsine: 12 stycznia 1982 r. Nathalie Mukamazimpaka, a 2 marca 1982 r. Marie Claire Mukangango. 

## Rozwój objawień
W maju 1982 r. zjawisko objawień miało przybrać nowy obrót, wychodząc poza szkołę w Kibeho docierało do różnych regionów Rwandy i poza jej granice.
Podczas objawień publicznych praktycznie nie było ekstaz grupowych ani jednoczesnych; przeciwnie, widzące miały kolejno objawienia indywidualne, wymieniając się na miejscu tego samego dnia, albo tylko jedna cieszyła się prawie wyłączną „wizytą niebieską”, a inne uczestniczyły jak wszyscy. Objawienia, dłuższe lub krótsze w zależności od przypadku, naznaczone były ciężkimi upadkami na zakończenie ekstaz.
Różniły się również bogactwem słów, długością ekstaz, śpiewami, modlitwami wstawienniczymi, błogosławieństwami (zwłaszcza z użyciem wody), powtarzającymi się upadkami w czasie tego samego objawienia w niektóre dni (poczynając od 15 sierpnia 1982 r. do końca wielkiego postu 1983 r.) oraz innymi dotkliwymi cierpieniami. Wielki post 1983 r. szczególnie odznaczał się nadzwyczajnymi głodówkami, z bliska obserwowanymi przez grupę lekarzy z Rwandyjskiego Uniwersytetu Narodowego.
Alphonsine Mumureke mówi, że 20 marca 1982 r. odbyła z Najświętszą Dziewicą wielogodzinną „podróż mistyczną” do innego „świata”, przez „miejsca”, które opisuje symbolicznym językiem każącym myśleć o takich rzeczywistościach jak piekło, czyściec i niebo. Szacowano, że w niektóre dni, na przykład 31 maja czy 15 sierpnia 1982 r., było ponad 10.000 osób, w różnym wieku i z różnych warstw społecznych.
Najważniejszy czas znaczących objawień zakończył się praktycznie w 1983 r., kiedy większość znanych domniemanych widzących opuściła scenę, oświadczając, że dla nich objawienia się zakończyły. Wyjątek stanowiła Alphonsine, której coraz rzadsze objawienia stały się oczywistością już przed grudniem 1982 r.
W 1984 r. tylko kilkoro widzących zwanych „drugorzędnymi”, którzy pojawili się późno, miało jeszcze objawienia publiczne w ustalonych terminach i z dużymi przerwami, ale nie były one oryginalne i nie wniosły nic nowego do orędzia z Kibeho.

## Zakończenie objawień
Objawienia w Kibeho oficjalnie zakończyły się 28 listopada 1989 r., kiedy Alphonsine, która stała u początku tych wydarzeń, miała ostatnie publiczne widzenie Najświętszej Dziewicy. Ten znaczący fakt nastąpił osiem lat po pierwszym objawieniu Dziewicy w Kibeho i jest powszechnie traktowany, jako ważne historyczne odniesienie dla każdego, kto chciałby wiedzieć, co się stało, i wyrobić sobie na ten temat zdanie. Data 28 listopada 1989 r. została uznana przez kompetentną władzę kościelną za końcową dla tych zjawisk.

## Główne elementy orędzia Matki Bożej w Kibeho[2]
1. Pilne wezwanie do skruchy i przemiany serc: „Okażcie skruchę, żałujcie za grzechy, żałujcie za grzechy!”. „Nawróćcie się, kiedy jest jeszcze na to czas”.
2. Diagnoza moralnego stanu świata: „Świat ma się bardzo źle” („Ngo isi imeze nabi cyane”). „Świat działa na własną zgubę, wkrótce wpadnie w otchłań („Ngo isi igiye kugwa mu rwobo”), to znaczy pogrąży się w niezliczonych i nieustających nieszczęściach”. „Świat buntuje się przeciwko Bogu, (ubu isi yarigometse), popełnia za dużo grzechów; nie ma miłości ani pokoju”. „Jeśli nie okażecie skruchy i nie przemienicie waszych serc, wszyscy wpadniecie w otchłań”.
3. Głęboki smutek Dziewicy Maryi: Widzące mówią, że widziały jak płakała 15 sierpnia 1982 r. Matka Słowa bardzo się martwi brakiem wiary ludzi i ich zatwardziałością w grzechu. Skarży się na nasze złe zachowanie, które charakteryzuje rozwiązłość obyczajów, upodobanie do zła, ciągły brak posłuchu dla Przykazań Bożych.
4. „Wiara i brak wiary przyjdą niepostrzeżenie” (Ngo ukwemera n’ubuhakanyi bizaza mu mayeri). To jedno z tajemniczych zdań, które Maryja powiedziała Alphonsine więcej niż raz w początkach objawień, z prośbą, by je powtórzyć ludziom.
5. Zbawcze cierpienie: Ten temat jest jednym z najważniejszych w historii objawień w Kibeho, zwłaszcza u Nathalie Mukamazimpaka. Dla chrześcijanina cierpienie, zresztą nieuniknione w życiu doczesnym, jest obowiązkową drogą do osiągnięcia chwały niebieskiej. 15 maja 1982 r. Dziewica Maryja powiedziała swoim widzącym, a przede wszystkim Nathalie: „Nikt nie wchodzi do nieba, nie cierpiąc”. Albo jeszcze: „Dziecko Maryi nie rozstaje się z cierpieniem”. Ale cierpienie jest również sposobem na odpokutowanie za grzechy świata i udział w cierpieniach Jezusa i Maryi dla zbawienia świata. Widzący zostali zaproszeni do przeżycia tego orędzia w konkretny sposób, do akceptacji cierpienia z wiarą i radością, do umartwiania się („kwibabaza”) i rezygnacji z przyjemności („kwigomwa”) w celu nawrócenia świata. Kibeho jest w ten sposób przypomnieniem miejsca krzyża w życiu chrześcijanina i Kościoła.
6. Módlcie się nieustannie i szczerze:
Ludzie nie modlą się, a nawet jeśli się modlą, wielu z nich nie robi tego jak należy. Dziewica prosi widzących, aby dużo modlili się za świat, nauczyli innych jak się modlić i modlili się zamiast tych, którzy się nie modlą. Dziewica prosi nas, byśmy modlili się z większą gorliwością i szczerze.
7. Kult Maryi, urzeczywistniany przede wszystkim przez regularne i szczere odmawianie różańca.
8. Różaniec do Siedmiu Boleści Dziewicy Maryi (Koronka do Siedmiu Boleści Najświętszej Maryi Panny):
Widząca Marie Claire Mukangango mówi, że otrzymała objawienia na tym różańcu. Dziewica kocha ten różaniec. Znany niegdyś, popadł potem w zapomnienie. Matka Boża z Kibeho pragnie, aby przywrócono mu dobre imię i rozpowszechniono w Kościele. Różaniec do Siedmiu Boleści nie zajmuje wcale miejsca Różańca Świętego.
9. Dziewica Maryja pragnie, aby zbudowano Jej kaplicę na pamiątkę Jej objawienia się w Kibeho. Ten temat sięga do objawienia z 16 stycznia 1982 r. i wielokrotnie powraca tamtego roku z nowymi szczegółami.
10. Módlcie się bez przerwy za Kościół, ponieważ w najbliższym czasie czekają go poważne przykrości. Alphonsine usłyszała to od Dziewicy 15 sierpnia 1983 r. i 28 listopada 1983 r.

## Kibeho jako miejsce kultu

### Zatwierdzenie objawień przez Kościół katolicki
W świetle konkluzji zawartych w raportach komisji medycznej i teologicznej dotyczących objawień, biskup diecezji Butare Jean Baptiste Gahamanyi zatwierdził „kult publiczny w Kibeho w samym miejscu objawień”. To wydarzenie miało miejsce 15 sierpnia 1988 r. w uroczystość Wniebowzięcia Najświętszej Maryi Panny, z okazji zakończenia Roku Maryjnego ogłoszonego przez papieża Jana Pawła II w jego encyklice „Redemptoris Mater” (25 marca 1987 r.). 
Od tego czasu na miejscu objawień można odprawiać Najświętszą Eucharystię i inne sakramenty Kościoła oraz oficjalnie okazywać tam swoją pobożność związaną z tymi wydarzeniami. Wyznaczono kapelana, który objął tę funkcję we wrześniu tego samego roku. 
29 czerwca 2001 biskup diecezji Gikongoro Augustin Misago potwierdził autentyczność objawień. Komisja teologiczna uznała, że rzeczywiście Maryja ukazała się w Kibeho. Jednocześnie stwierdzono, że autentycznymi świadkami objawień były trzy dziewczyny (Alphonsine Mumureke, Nathalie Mukamazimpaka, Marie Claire Mukangango). 
Stolica Apostolska uznała te objawienia za autentyczne w dniu 29 czerwca 2003.

### Pierwsza diecezjalna pielgrzymka do Kibeho
Pierwsza diecezjalna pielgrzymka do Kibeho prowadzona przez biskupa, z intencją modlitwy o pokój w Rwandzie, w kontekście bratobójczej wojny, która wybuchła w październiku 1990 r. 

### Budowa Sanktuarium
20 listopada 1993 r., rok po wmurowaniu kamienia węgielnego pod Sanktuarium w Kibeho, biskup pobłogosławił i inaugurował tymczasową kaplicę, urządzoną przez diecezję w jednej z sypialń uczennic szkoły, nazywanej „sypialnią objawień”, odnowionej i erygowanej do godności „kaplicy objawień” (2007 r.).

## Ludobójstwow sanktuarium podczas rwandyjskiej wojny domowej

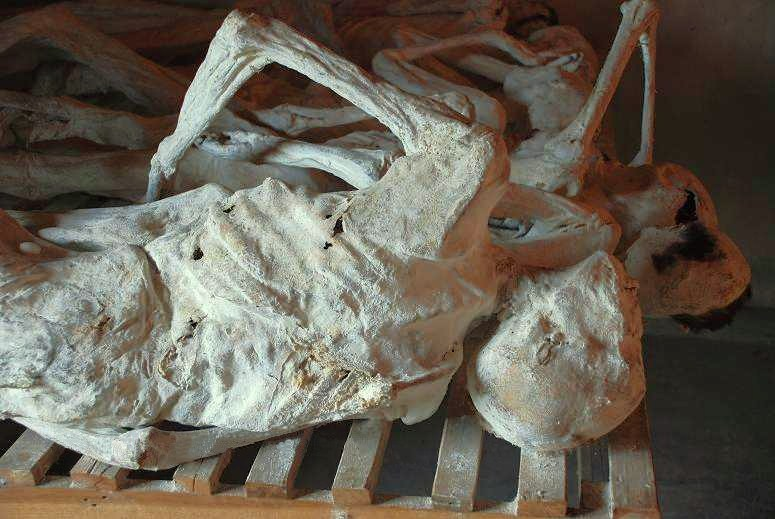
Ofiary rwandyjskiego ludobójstwa 1994

Rwandyjska wojna domowa w 1994 r. nie oszczędziła miejscowej ludności oraz sanktuarium, które zostało zniszczone. Jedna z mistyczek została zabita z mężem i rodziną. W kwietniu 1994 r. w kościele parafialnym w Kibeho wraz z przylegającymi budynkami miały miejsce mordy będące częścią ludobójstwa na Tutsi, zaś rok później, w kwietniu 1995 r., na placu objawień dopuszczono się z kolei rzezi na 5000 uchodźcach wojennych Hutu, którzy schronili się w Kibeho. Do ludobójstwa na Tutsi przyłączyło się kilku kapłanów: dwóch skazano na śmierć, a i sam biskup został aresztowany i miał proces, po którym go uniewinniono i zwolniono. Papież Jan Paweł II potępił zbrodnie miejscowego duchowieństwa.   
W grudniu 1995 r. po trudnych negocjacji z władzami państwowymi, odbudowano sanktuarium w Kibeho i przystąpiono do stopniowego wznowienia pielgrzymek.